# Стодолищенское сельское поселение
Стодолищенское сельское поселение — муниципальное образование в составе Починковского района Смоленской области России.
Административный центр — посёлок Стодолище.
Главой поселения и Главой администрации является Зиновьева Любовь Владимировна.

## Географические данные
- Расположение: южная часть Починковского района
- Граничит:
  - на севере— с Васьковским сельским поселением
  - на востоке — с Лысовским сельским поселением
  - на юге — с Рославльским районом
  - на западе — с Краснознаменским сельским поселением
  - на северо-западе — с Хиславичским районом
- По территории поселения проходит автодорога А141 Орёл — Витебск.
- По территории поселения проходит железная дорога Рига — Орёл, станции: Стодолище, о.п. 304-й км.
- Крупные реки: Стометь.

## История
Образовано Законом Смоленской области от 28 декабря 2004 года. Законом Смоленской области от 20 декабря 2018 года в Стодолищенское сельское поселение к 1 января 2019 года были включены все населённые пункты упразднённых двух сельских поселений: Краснознаменского и Лысовского.

## Население
| 2011  | 2012  | 2013  | 2014  | 2015  | 2016  | 2017  |
| ----- | ----- | ----- | ----- | ----- | ----- | ----- |
| 3877  | ↘3818 | ↘3802 | ↘3745 | ↘3720 | ↘3691 | ↘3628 |
| 2018  | 2019  | 2020  | 2021  |       |       |       |
| ↘3534 | ↘3468 | ↗4403 | ↘3997 |       |       |       |

## Населённые пункты
На территории поселения находятся 42 населённых пункта:
| №  | Населённый пункт | Тип     | Население |
| -- | ---------------- | ------- | --------- |
| 1  | Барсуки          | деревня | 18        |
| 2  | Борщевка         | деревня | 22        |
| 3  | Будянка          | деревня | 62        |
| 4  | Владимировка     | деревня | 10        |
| 5  | Галаевка         | деревня | 10        |
| 6  | Деребуж          | деревня | 146       |
| 7  | Доброселье       | деревня | 0         |
| 8  | Думаничи         | деревня | 98        |
| 9  | Емельяновка      | деревня | 6         |
| 10 | Ефремовка        | деревня | 0         |
| 11 | Жуковичи         | деревня | 0         |
| 12 | Заречье          | деревня | 0         |
| 13 | Затишино         | деревня | 1         |
| 14 | Захаровка        | деревня | 35        |
| 15 | Ковали           | деревня | 71        |
| 16 | Комаровка        | деревня | 27        |
| 17 | Корбуши          | деревня | 0         |
| 18 | Красное Знамя    | деревня | 162       |
| 19 | Кубарки          | деревня | 104       |
| 20 | Кузьминичи       | деревня | 0         |
| 21 | Лысовка          | деревня | 333       |
| 22 | Льнозавод        | деревня | 131       |
| 23 | Ляхтовка         | деревня | 5         |
| 24 | Мартыновка       | деревня | 2         |
| 25 | Навины           | деревня | 57        |
| 26 | Ново-Головачи    | деревня | 161       |
| 27 | Ново-Моисеевка   | деревня | 13        |
| 28 | Печкуры          | деревня | 79        |
| 29 | Прилеповка       | деревня | 0         |
| 30 | Пятое            | деревня | 7         |
| 31 | Рыжевка          | деревня | 0         |
| 32 | Самолюбовка      | деревня | 2         |
| 33 | Стариково        | деревня | 7         |
| 34 | Стодолище        | посёлок | 2973      |
| 35 | Стомятка         | деревня | 159       |
| 36 | Сяковка          | деревня | 90        |
| 37 | Терешок          | деревня | 18        |
| 38 | Торчиловка       | деревня | 75        |
| 39 | Тростино         | деревня | 29        |
| 40 | Хотулевка        | деревня | 5         |
| 41 | Шанталово        | деревня | 167       |

### Упразднённые населённые пункты
- деревни Большое Стодолище и Малое Стодолище (2009 год[15]).

## Экономика
Сельхозпредприятия.